# João Galeão Carvalhal Filho

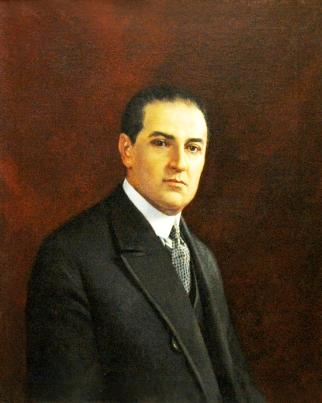
Retrato de João Galeão Carvalhal Filho feito por Oscar Pereira da Silva

João Galeão Carvalhal Filho (Santos, 1884 — São Paulo, 9 de setembro de 1955), foi um político brasileiro.
Filho do político paulista de origem baiana João Galeão Carvalhal, graduou-se em Direito pela Faculdade de Ciências Jurídicas e Sociais do Rio de Janeiro, em 1904.
Foi professor de História Geral da Academia de Comércio, em Santos.
Foi deputado estadual por São Paulo de 1925 a 1927.
Foi Secretário do Interior de São Paulo em 1927.
Três anos mais tarde, em 1930, foi eleito deputado federal.
Em 1945, tornou-se membro do Conselho Administrativo do Estado de São Paulo.
Faleceu em São Paulo no dia 9 de setembro de 1955.